# Luis Gabriel Rey
Luis Gabriel Rey Villamizar (Bucaramanga, Colombia; 20 de febrero de 1980) es un exfutbolista colombiano nacionalizado mexicano. Actualmente se desempeña como asesor deportivo del Atlético Bucaramanga. Es conocido como el "Canguro" por la forma particular de festejar sus goles. El apelativo se mantuvo, a pesar de que intentaba emular a un conejo, dedicando los goles a su esposa.
Luis Gabriel, es el vigésimo goleador histórico de la Primera División de México habiendo anotado  156 goles. Entre 2003 y 2017 al servicio de Atlante (53), Morelia (43), Pachuca (5), Jaguares (33), América (10) y Puebla (12).

## Trayectoria

### Atlético Bucaramanga
Debuta en el año de 1998 con el Atlético Bucaramanga donde permanece hasta el año de 2000, cuando es cedido al Club de Fútbol Atlante de México.

### Atlante
Desde su llegada a los Potros de Hierro se consolidó como un referente ofensivo del equipo y de la liga, formando una gran mancuerna con el chileno Sebastián "Chamagol" González. Consiguió el título de goleo individual del Apertura 2003 convirtiéndose así en el primer colombiano en ganar dicha distinción dentro del fútbol mexicano.

### Monarcas Morelia
En 2005 pasa al Monarcas Morelia en una transacción millonaria, pero su rendimiento de cara al marco bajaría de gran manera, aunque destacando la gran mejoría en su juego como media punta.

### CF Pachuca
Para el Apertura 2007 es adquirido por el entonces campeón del fútbol mexicano, Pachuca, junto con Rafael Márquez Lugo, en una transacción a cambio de Luis Ángel Landín. El 14 de febrero de 2008 consiguió su primer "Hat-Trick" en la goleada 6 a 1 en contra de Tigres, colaborando además con una asistencia. Durante su estancia en Pachuca sus funciones recayeron en la función de segundo delantero. Anotó tan solo 5 goles con la camiseta Hidalguense, quedando por debajo de las expectativas con las que fue fichado.

### Atlante
El 16 de junio de 2008 durante el Draft del Fútbol mexicano, se anuncia su regreso al Atlante para jugar el Apertura 2008, ya con el equipo mudado a Cancún. A pesar de la salida de elementos fundamentales en el campeonato de los azulgrana, Rey consigue de nuevo destacar, convirtiéndose a su regreso de nueva cuenta en la referencia del ataque Atlantista. Es acompañado por segunda ocasión por Rafael Márquez Lugo, atacante mexicano con quién había formado una interesante dupla en Pachuca que no llegó a explotar. Ambos elementos logran un repunte en su accionar para la causa Atlantista. Luis Gabriel dejó por segunda vez al Atlante, anotando 53 goles para el equipo en sus dos etapas como Potro.

### Monarcas Morelia
El 17 de junio en el Draft 2009 se anuncia su regreso a Monarcas Morelia. En plena pretemporada con los michoacanos en Zihuatanejo, Guerrero se lesiona y eso le evitaría empezar la liga.
Reapareció hasta la fecha 6 contra el Atlas y marcó sus primeros goles en su segunda etapa con Morelia al equipo de Tigres.
En la temporada 2010/2011 hizo una de las mejores delanteras en la historia de Monarcas Morelia junto con Miguel Sabah y Rafael Márquez Lugo llegando alcanzar una final contra Pumas.
El día primero de noviembre del 2009 marcaría el que consideró el "mejor gol en su carrera" ante Guadalajara en el Estadio Morelos tras un servicio desde la izquierda de Jaime Durán, que prendió con una gran chilena ante la mirada del arquero Luis Ernesto Michel. Los michoacanos se alzarían con el triunfo 3 goles a 1.

### Jaguares de Chiapas
Para el Apertura 2011 fue traspasado a Jaguares de Chiapas club con el que marcó su gol número 100 en la Primera División Mexicana en la Jornada 1 del Apertura 2011 ante el Monterrey. En la actualidad es uno de los 10 máximos goleadores del Jaguares de Chiapas. Jugando como segunda punta, fue fundamental en el funcionamiento del cuadro de la selva, donde se reencontró con el entrenador José Guadalupe Cruz, quien ya lo había dirigido en Atlante. Con el equipo naranja sumó 33 anotaciones durante su estancia de 2 años.

### Club América
Durante el Régimen de Transferencias de 2013, a petición expresa de Miguel Herrera - quien lo dirigiera durante su primera estancia en Atlante - fue fichado por el Club América el 5 de junio de 2013 para cubrir la baja del ecuatoriano Christian Benítez. Con el Club América anotó goles en los tres clásicos que disputó (frente a Chivas de Guadalajara, Cruz Azul y Pumas de la UNAM). Es campeón del Apertura 2014.

### Puebla CF
El 17 de diciembre de 2014, se hace oficial su fichaje por el Puebla. El 21 de abril de 2015 colabora con un gol en la victoria de la franja en la final de la Copa MX ante el Guadalajara, logrando el título del torneo. El 23 de agosto de 2015 marca doblete en la victoria 3 a 2 sobre el Pachuca así llegando a su gol número 147 en la liga Mexicana.

En el partido contra Club Tigres el 30 de septiembre de 2015 hace su gol 150 que lo hace el máximo goleador en activo de la liga Mexicana además de darle la victoria a su equipo como visitantes.

Se despediría con 14 goles en 38 partidos jugados.

### Monarcas Morelia
El 9 de diciembre de 2015 sería confirmado su regreso a Monarcas Morelia.

El 10 de enero por la primera fecha del Clausura 2016 marcaría su primer gol en su vuelta al equipo en el empate a dos goles con Cruz Azul.

## Estadísticas como jugador

### Clubes
Actualizado de acuerdo al último partido jugado en su carrera, según referencias:
| Club                            | Div.          | Temporada     | Liga  | Liga  | Copas | Copas | Internacional | Internacional | Total | Total |
| Club                            | Div.          | Temporada     | Part. | Goles | Part. | Goles | Part.         | Goles         | Part. | Goles |
| ------------------------------- | ------------- | ------------- | ----- | ----- | ----- | ----- | ------------- | ------------- | ----- | ----- |
| Atlético Bucaramanga · Colombia | 1.ª           | 1999          | 17    | 2     | -     | -     | -             | -             | 17    | 2     |
| Atlético Bucaramanga · Colombia | 1.ª           | 2000          | 18    | 0     | -     | -     | -             | -             | 18    | 0     |
| Atlético Bucaramanga · Colombia | Total club    | Total club    | 35    | 2     | 0     | 0     | 0             | 0             | 35    | 2     |
| Lobos UAP · México              | 2.ª           | 2001          | 17    | 7     | -     | -     | -             | -             | 17    | 7     |
| Lobos UAP · México              | Total club    | Total club    | 17    | 7     | 0     | 0     | 0             | 0             | 17    | 7     |
| Potros Zitácuaro · México       | 2.ª           | 2002          | 19    | 7     | -     | -     | -             | -             | 19    | 7     |
| Potros Zitácuaro · México       | Total club    | Total club    | 19    | 7     | 0     | 0     | 0             | 0             | 19    | 7     |
| Acapulco · México               | 2.ª           | 2002          | 22    | 2     | -     | -     | -             | -             | 22    | 2     |
| Acapulco · México               | Total club    | Total club    | 22    | 2     | 0     | 0     | 0             | 0             | 22    | 2     |
| CF Atlante · México             | 1.ª           | 2003          | 21    | 10    | -     | -     | -             | -             | 21    | 10    |
| CF Atlante · México             | 1.ª           | 2003-04       | 34    | 19    | -     | -     | -             | -             | 34    | 19    |
| CF Atlante · México             | 1.ª           | 2004          | 21    | 12    | -     | -     | -             | -             | 21    | 12    |
| Monarcas Morelia · México       | 1.ª           | 2005          | 21    | 7     | -     | -     | -             | -             | 21    | 7     |
| Monarcas Morelia · México       | 1.ª           | 2005-06       | 36    | 11    | -     | -     | -             | -             | 36    | 11    |
| Monarcas Morelia · México       | 1.ª           | 2006-07       | 29    | 8     | -     | -     | 3             | 2             | 32    | 10    |
| CF Pachuca · México             | 1.ª           | 2007-08       | 31    | 5     | -     | -     | 12            | 2             | 43    | 7     |
| CF Pachuca · México             | Total club    | Total club    | 31    | 5     | 0     | 0     | 12            | 2             | 43    | 7     |
| CF Atlante · México             | 1.ª           | 2008-09       | 37    | 10    | -     | -     | 13            | 2             | 50    | 12    |
| CF Atlante · México             | Total club    | Total club    | 113   | 51    | 0     | 0     | 13            | 2             | 126   | 53    |
| Monarcas Morelia · México       | 1.ª           | 2009-10       | 35    | 11    | -     | -     | 4             | 1             | 39    | 12    |
| Monarcas Morelia · México       | 1.ª           | 2010-11       | 33    | 4     | -     | -     | 4             | 2             | 37    | 6     |
| Jaguares de Chiapas · México    | 1.ª           | 2011-12       | 37    | 16    | -     | -     | -             | -             | 37    | 16    |
| Jaguares de Chiapas · México    | 1.ª           | 2012-13       | 34    | 18    | -     | -     | -             | -             | 34    | 18    |
| Jaguares de Chiapas · México    | Total club    | Total club    | 71    | 34    | 0     | 0     | 0             | 0             | 71    | 34    |
| Club América · México           | 1.ª           | 2013-14       | 36    | 10    | -     | -     | 4             | 0             | 40    | 10    |
| Club América · México           | 1.ª           | 2014          | 18    | 0     | -     | -     | 4             | 3             | 22    | 3     |
| Club América · México           | Total club    | Total club    | 54    | 10    | 0     | 0     | 8             | 3             | 62    | 13    |
| Puebla · México                 | 1.ª           | 2015          | 17    | 3     | 1     | 1     | -             | -             | 18    | 4     |
| Puebla · México                 | 1.ª           | 2015          | 18    | 9     | 2     | 1     | -             | -             | 20    | 10    |
| Puebla · México                 | Total club    | Total club    | 35    | 12    | 3     | 2     | 0             | 0             | 38    | 14    |
| Monarcas Morelia · México       | 1.ª           | 2016          | 14    | 2     | -     | -     | -             | -             | 14    | 2     |
| Monarcas Morelia · México       | 1.ª           | 2016-17       | 19    | 0     | 11    | 0     | -             | -             | 30    | 0     |
| Monarcas Morelia · México       | Total club    | Total club    | 187   | 43    | 11    | 0     | 11            | 5             | 209   | 48    |
| Total carrera                   | Total carrera | Total carrera | 584   | 173   | 14    | 2     | 44            | 12            | 642   | 187   |

### Selección
| Selección                | Año                      | Partidos | Goles |
| ------------------------ | ------------------------ | -------- | ----- |
| Colombia Mayores         | 2003                     | 1        | 0     |
| Colombia Mayores         | 2004                     | 2        | 1     |
| Colombia Mayores         | 2005                     | 8        | 3     |
| Colombia Mayores         | 2006                     | 1        | 0     |
| Colombia Mayores         | 2007                     | 4        | 0     |
| Total                    | Total                    | 16       | 4     |
| Total Selección Colombia | Total Selección Colombia | 16       | 4     |

### Hat-tricks
Partidos en los que anotó tres o más goles:
| N.º | Fecha                 | Estadio                  | Partido               | Goles | Resultado | Competición     |
| --- | --------------------- | ------------------------ | --------------------- | ----- | --------- | --------------- |
| 1   | 14 de febrero de 2008 | Estadio Hidalgo, Pachuca | C.F. Pachuca - Tigres |       | 6 - 1     | Torneo Clausura |

## Selección nacional
Internacional absoluto por la Selección de fútbol de Colombia en varias ocasiones, fue convocado para disputar las eliminatorias y la fase final de la Copa América 2007 en Venezuela, y las eliminatorias para el Mundial de 2006.

### Goles internacionales
| # | Fecha                 | Lugar                                    | Rival       | Gol | Resultado | Competición                |
| - | --------------------- | ---------------------------------------- | ----------- | --- | --------- | -------------------------- |
| 1 | 28 de marzo de 2004   | RFK Memorial Stadium, Estados Unidos     | El Salvador | 1-0 | 2-0       | Amistosos                  |
| 2 | 4 de junio de 2005    | Metropolitano Roberto Meléndez, Colombia | Perú        | 1-0 | 5-0       | Clasificación Mundial 2006 |
| 3 | 8 de octubre de 2005  | Metropolitano Roberto Meléndez, Colombia | Chile       | 1-0 | 1-1       | Clasificación Mundial 2006 |
| 4 | 12 de octubre de 2005 | Defensores del Chaco, Paraguay           | Paraguay    | 1-0 | 1-0       | Clasificación Mundial 2006 |

#### Participaciones en Copa América
| Copa              | Sede      | Resultado    | Part. | Goles |
| ----------------- | --------- | ------------ | ----- | ----- |
| Copa América 2007 | Venezuela | Primera fase | 0     | 0     |

#### Participaciones en Eliminatorias
| Eliminatoria                  | País     | Resultado | Part. | Goles |
| ----------------------------- | -------- | --------- | ----- | ----- |
| Eliminatorias Mundial de 2006 | Alemania | Eliminado | 6     | 3     |

## Palmarés

### Títulos nacionales
| Título       | Club    | País   | Año     |
| ------------ | ------- | ------ | ------- |
| Liga MX      | América | México | 2014    |
| Copa MX      | Puebla  | México | 2015    |
| Supercopa MX | Puebla  | México | 2014/15 |

### Títulos internacionales
| Título                  | Club    | País   | Año     |
| ----------------------- | ------- | ------ | ------- |
| Liga Campeones CONCACAF | Pachuca | México | 2007-08 |
| Liga Campeones CONCACAF | Atlante | México | 2008-09 |

### Distinciones individuales
| Distinción                  | Año           |
| --------------------------- | ------------- |
| Campeón de goleo (15 goles) | Apertura 2003 |